# Martin Eggleston

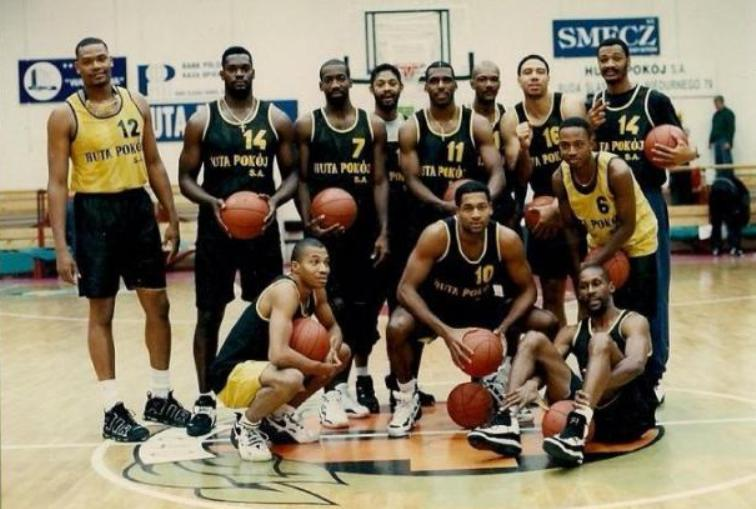
Z lewej Martin Eggleston

Martin Lewis Eggleston (ur. 27 stycznia 1967 w Coatesville) – amerykański koszykarz oraz trener koszykarski, w latach 90. uczestnik spotkań gwiazd Polskiej Ligi Koszykówki.
Podczas występów na Kutztown University ustanowił 14 rekordów uczelni m.in. w łącznej liczbie zbiórek (864), bloków (254), celnych rzutów z gry (599) oraz skuteczności z gry (56,9%, 599-1053). Latem 1989 zdobył mistrzostwo ligi letniej – Philadelphia Baker League, zdobywając nagrodę dla zawodnika, który poczynił największy postęp. Dzięki temu otrzymał zaproszenie na obozy szkoleniowe od zespołów NBA – Philadelphia 76ers oraz Atlanta Hawks. Po raz kolejny 76ers zaprosili go na obóz w 1991. Tym razem również nie wywalczył sobie miejsca w składzie i w rezultacie wyjechał występować w Urugwaju. Z Ameryki Południowej wrócił z tytułem mistrzowskim (średnie 19 pkt., 15 zb.). Wakacje spędził w lidze letniej – Iowa Summer Pro League, gdzie w jednym ze spotkań, podczas wykonywania wsadu złamał nadgarstek. W ten sposób wyeliminował się z gry na pewien czas. Powrócił do koszykówki poprzez występy w letniej lidze USBL, gdzie reprezentował barwy Westchester Stallions. W 1990 stworzył akademię koszykówki – Rim Rockers International Basketball Academy, która zajęła się organizowaniem klinik koszykarskich dla dzieci. Nadal jest jej prezesem.
Nieco wcześniej, bo w sezonie 1990/91 zaliczył również epizod w lidze austriackiej, gdzie notował średnio aż 33 punkty i 22 zbiórki w trakcie całych rozgrywek. Poziom rozgrywek nie należał tam do zbyt wysokich wobec czego zdarzały mu się spotkania, w których zaliczał ponad 50 punktów oraz ponad 30 zbiórek. Sezon 1993/94 spędził w Szwarcarii, gdzie notował średnio 22 punkty i 13 zbiórek na mecz. W okresie letnim otrzymał kolejne zaproszenie na obóz szkoleniowy NBA, tym razem od zespołu Milwaukee Bucks. Po raz kolejny nie otrzymał angażu i rozgrywki rozpoczął w Niemczech, gdzie rozegrał kilka spotkań, uzyskując średnie na poziomie 25 punktów oraz 13 zbiórek. Wkrótce potem, jeszcze w 1994 roku trafił do Polski, gdzie spędził kolejne cztery lata swojej kariery. Swoje występy rozpoczął w Komforcie Stargard Szczeciński, gdzie spędził dwa sezony, po czym trafił na kolejne dwa lata do Warty Szczecin. W tym czasie zaliczył trzy występy w Meczu Gwiazd PLK. Brał też udział w dwóch konkursach wsadów. Zawody rozegrane w 1995 roku przeszły do historii, ponieważ wspólnie z  Dominikiem Tomczykiem oraz Adamem Wójcikiem zniszczyli łącznie aż trzy tablice do kosza, które rozsypały się po ich wsadach.
Po opuszczeniu Polski występował jeszcze w Argentynie, zanim nie nabawił się kontuzji prawego kolana oraz boreliozy, które to w rezultacie dolegliwości przyczyniły się do podjęcia decyzji o zakończeniu przez niego kariery sportowej. Niedługo potem rozpoczął karierę trenerską.

## Osiągnięcia
College
- Mistrz Dywizji Wschodniej PSAC (1988)[5]
- Zawodnik Roku Konferencji Eastern College Athletic[5]
- Zaliczony do[5]:
  - I składu All-PSAC
  - III składu All-American
  - Galerii Sław Sportu Kutztown University (1999)[6]

Drużynowe
- Wicemistrz Urugwaju (1992)[3]

Indywidualne
- 4-krotnie powoływany do udziału w meczu gwiazd PLK (1995, 1996 – Poznań, 1996 – Sopot, 1998 – nie wystąpił)[7]
- Uczestnik:
  - meczu gwiazd – Polska – Gwiazdy PLK (1997 – Ruda Śląska, 1997 – Sopot)[8]
  - konkursu wsadów PLK (1995[4], 1996[9])